# 다원색 디스플레이
다원색(Multi-primary color display, MPC) 디스플레이는 기존 디스플레이보다 더 넓은 색 영역을 재현할 수 있는 디스플레이이다. 표준 RGB (빨강, 녹색, 파랑) 색상 서브 픽셀 외에도, 이 기술은 노랑, 마젠타 및 시안 (색)과 같은 추가 색상을 활용하여 표시 가능한 색상 범위를 늘린다.
샤프의 콰트론은 노란색 네 번째 서브 픽셀을 사용하는 LCD 컬러 디스플레이 기술의 브랜드 이름이다. 이는 샤프의 아쿠오스 LCD TV 제품군, 특히 40인치 이상의 화면을 가진 모델에 사용된다.